# Vilmos Köfaragó Gyelnik
Vilmos Köfaragó Gyelnik (30 de marzo de 1906 - 15 de marzo de 1945) fue un botánico y micólogo húngaro.

## Biografía
Estudió en Budapest, en 1924 ingresó en la Facultad de Humanidades de la Universidad Católica Péter Pázmány, en Budapest. Delnik asistió a varios herbarios en Europa: el herbario de Viena, Berlín, Estocolmo, Helsinki y de la Universidad de Upsala. En 1928, más de 8 meses trabajó en El Cairo. En 1929, la Universidad de Budapest de Vilmos le otorgó el doctorado. En 1930 comenzó a enseñar en la Universidad de Budapest. En 1934 se trasladó a Delnik Universidad de Debrecen. En 1938 fue uno de los fundadores de la Sociedad Botánica de Hungría Borbasha, entre 1938-40 fue editor en jefe Borbásia, publicado por esa sociedad.
En 1940, fue uno de los fundadores de la Sociedad Botánica de Hungría, donde publicó la revista Borbásia nova. Murió en el bombardeo de una estación de ferrocarril en Amstetten 15 de marzo de 1945. Delnik publicó alrededor de 100 artículos científicos dedicados a la descripción de líquenes y fungi de Hungría, Suecia, Rumania, Argentina, Japón, Indonesia y Oregón.
Falleció en el bombardeo de una estación de ferrocarril, en Amstetten, el 15 de marzo de 1945.

## Algunas publicaciones
- vilmos Köfaragó-Gyelnik, carl curt Hosséus. 1940. Lichenes argentinenses a professore C.C. Hosseus collecti: Continuatio secunda. Ed. Imprenta y casa editora "Coni". 211 pp.

## Eponimia
Especies de fungi
- Nephromium tropicum var. gyelnikii Räsänen, 1944
- 'Opisteria homanii var. gyelnikii Räsänen, 1937
- Parmelia gyelnikii C.W.Dodge, 1959 ("gyelniki")
- Polyblastia gyelnikiana Servít, 1946
- Thelidium gyelnikii Servít, 1946
- Verrucaria gyelnikii Servít, 1939
- Verrucaria parmigera var. gyelnikiana Servít, 1939
- La abreviatura «Gyeln.» se emplea para indicar a Vilmos Köfaragó Gyelnik como autoridad en la descripción y clasificación científica de los vegetales.[4]